# Bedotia masoala
Bedotia masoala är en fiskart som beskrevs av Sparks 2001. Bedotia masoala ingår i släktet Bedotia och familjen Bedotiidae. IUCN kategoriserar arten globalt som sårbar. Inga underarter finns listade.